# Teatro Nucleo
Teatro Nucleo är en italiensk fri teatergrupp som påverkat den fria nordiska teaterscenen genom att flera av dess skådespelare startat teatergrupper i bland annat Sverige och Danmark.
- Cantabile 2, Vordingborg Danmark
- Teater Albatross, Tokalynga teaterakademi
- Fäbodsteatern, Lund